# Andrew Jean-Baptiste
Andrew Jean-Baptiste (Brooklyn, 16 febbraio 1992) è un calciatore statunitense naturalizzato haitiano, difensore del Westchester.

## Carriera

### Club
Ha giocato negli Stati Uniti sino al 2015, poi l'anno successivo si è trasferito in Svezia, nella terza serie nazionale. Nel 2018 è approdato nel campionato della Malaysia. È tornato nella terza serie svedese nel 2019, ma a stagione in corso l'Umeå FC ha deciso di rescindere il suo contratto.

### Nazionale
Con la maglia della nazionale haitiana ha partecipato alla Gold Cup 2015 e 2019.

## Statistiche

### Cronologia presenze e reti in nazionale
| Cronologia completa delle presenze e delle reti in nazionale ― Haiti | Cronologia completa delle presenze e delle reti in nazionale ― Haiti | Cronologia completa delle presenze e delle reti in nazionale ― Haiti | Cronologia completa delle presenze e delle reti in nazionale ― Haiti | Cronologia completa delle presenze e delle reti in nazionale ― Haiti | Cronologia completa delle presenze e delle reti in nazionale ― Haiti | Cronologia completa delle presenze e delle reti in nazionale ― Haiti | Cronologia completa delle presenze e delle reti in nazionale ― Haiti |
| Data                                                                 | Città                                                                | In casa                                                              | Risultato                                                            | Ospiti                                                               | Competizione                                                         | Reti                                                                 | Note                                                                 |
| -------------------------------------------------------------------- | -------------------------------------------------------------------- | -------------------------------------------------------------------- | -------------------------------------------------------------------- | -------------------------------------------------------------------- | -------------------------------------------------------------------- | -------------------------------------------------------------------- | -------------------------------------------------------------------- |
| 21-06-2019                                                           | Frisco                                                               | Nicaragua                                                            | 0 – 2                                                                | Haiti                                                                | Gold Cup 2019 - 1º turno                                             | -                                                                    |                                                                      |
| 25-06-2019                                                           | Harrison                                                             | Haiti                                                                | 2 – 1                                                                | Costa Rica                                                           | Gold Cup 2019 - 1º turno                                             | -                                                                    |                                                                      |
| Totale                                                               |                                                                      | Presenze                                                             | 2                                                                    |                                                                      | Reti                                                                 | 0                                                                    |                                                                      |